# Masákova Lhota
Masákova Lhota (německy Mehlhüttel) je vesnice, část obce Zdíkov v okrese Prachatice v Jihočeském kraji. Nachází se asi 1,5 kilometru severozápadně od Zdíkova. Je zde evidováno 57 adres. V roce 2011 zde trvale žilo 113 obyvatel.
Masákova Lhota je také název katastrálního území o rozloze 6,28 km². V katastrálním území Masákova Lhota leží i Nový Dvůr. Území je součástí CHKO Šumava a Evropsky významné lokalita Šumava.

## Historie
První písemná zmínka o vesnici pochází z roku 1359.

## Obyvatelstvo
| Rok            | 1869 | 1880 | 1890 | 1900 | 1910 | 1921 | 1930 | 1950 | 1961 | 1970 | 1980 | 1991 | 2001 | 2011 | 2021 |
| -------------- | ---- | ---- | ---- | ---- | ---- | ---- | ---- | ---- | ---- | ---- | ---- | ---- | ---- | ---- | ---- |
| Počet obyvatel | 760  | 415  | 439  | 427  | 487  | 927  | 333  | 447  | 267  | 158  | 131  | 104  | 90   | 113  | 107  |
| Počet domů     | 89   | 41   | 42   | 46   | 45   | 41   | 47   | 130  | 115  | 45   | 37   | 45   | 51   | 63   | 62   |

## Obecní správa
Při sčítání lidu v letech 1850–1929 Masákova Lhota byla osadou obce Zdíkov v okrese Prachatice. V letech 1930–1963 byla samostatnou obcí, se kterým patřila nejprve do okresu Prachatice, ale v roce 1950 v okrese Vimperk. Od roku 1964 je opět částí obce Zdíkov v okrese Prachatice.

## Pamětihodnosti
- Usedlost čp. 9
- Usedlost čp. 78[11]

## Fotogalerie

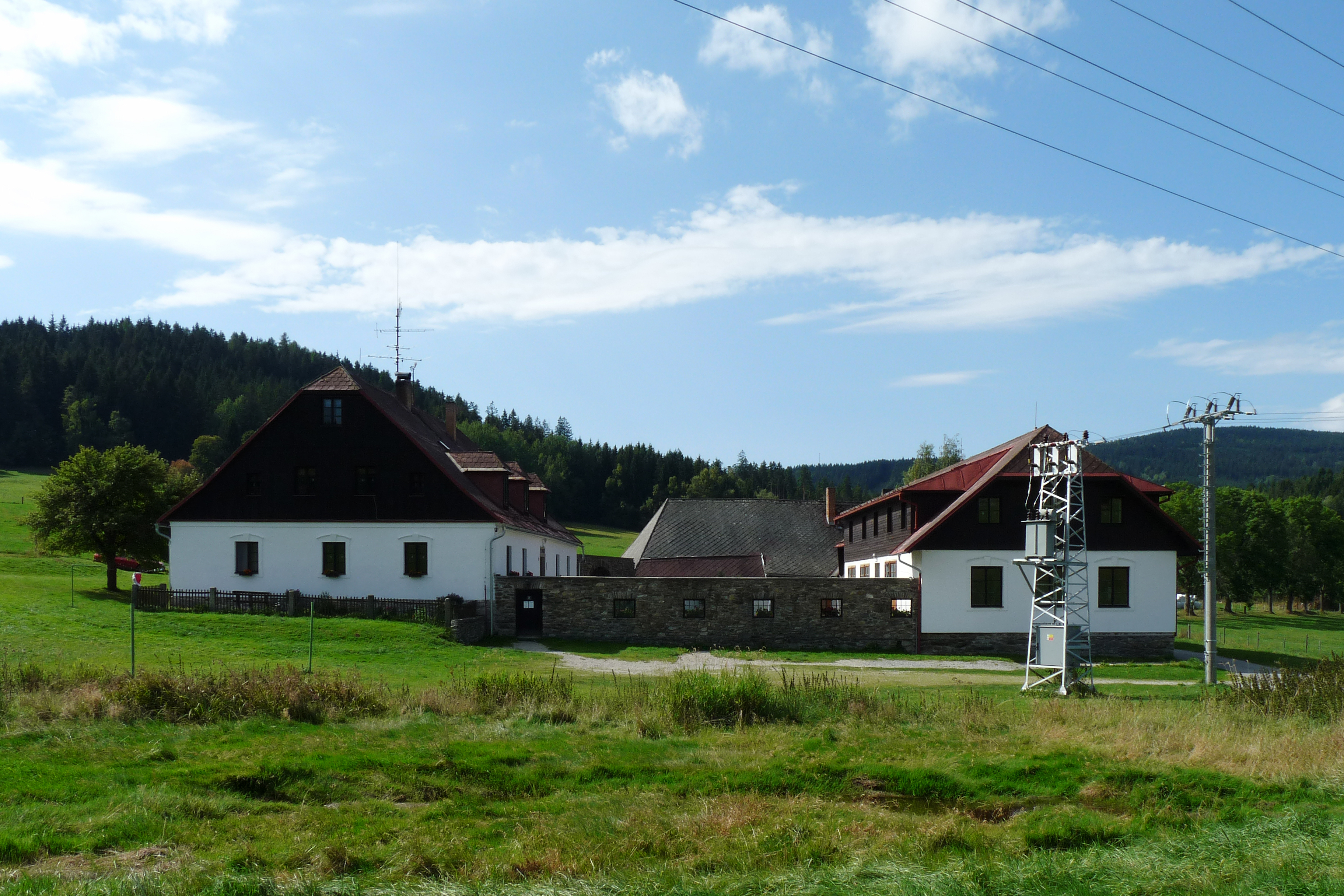
Stavení č.p.31
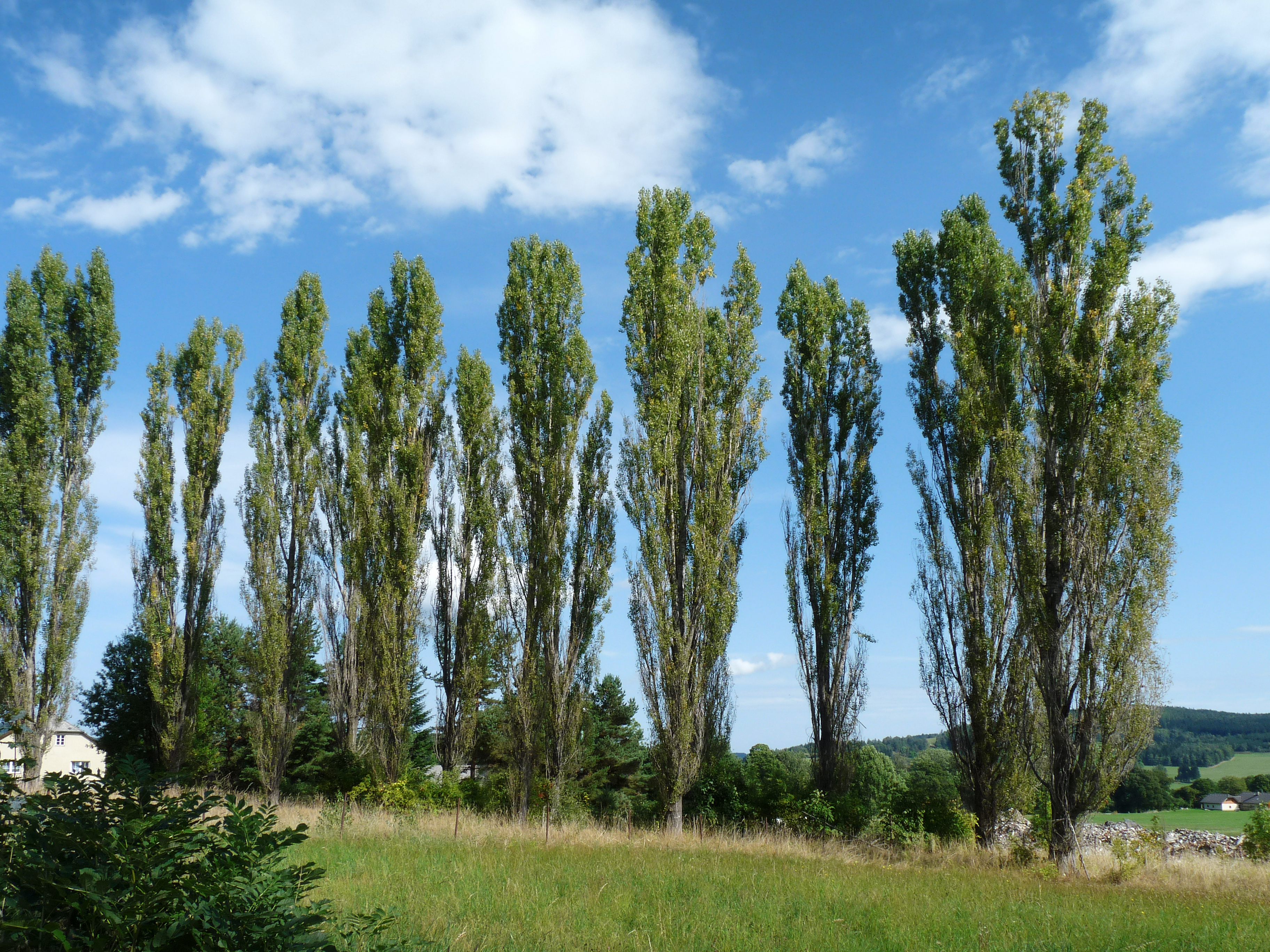
Topoly u vesnice
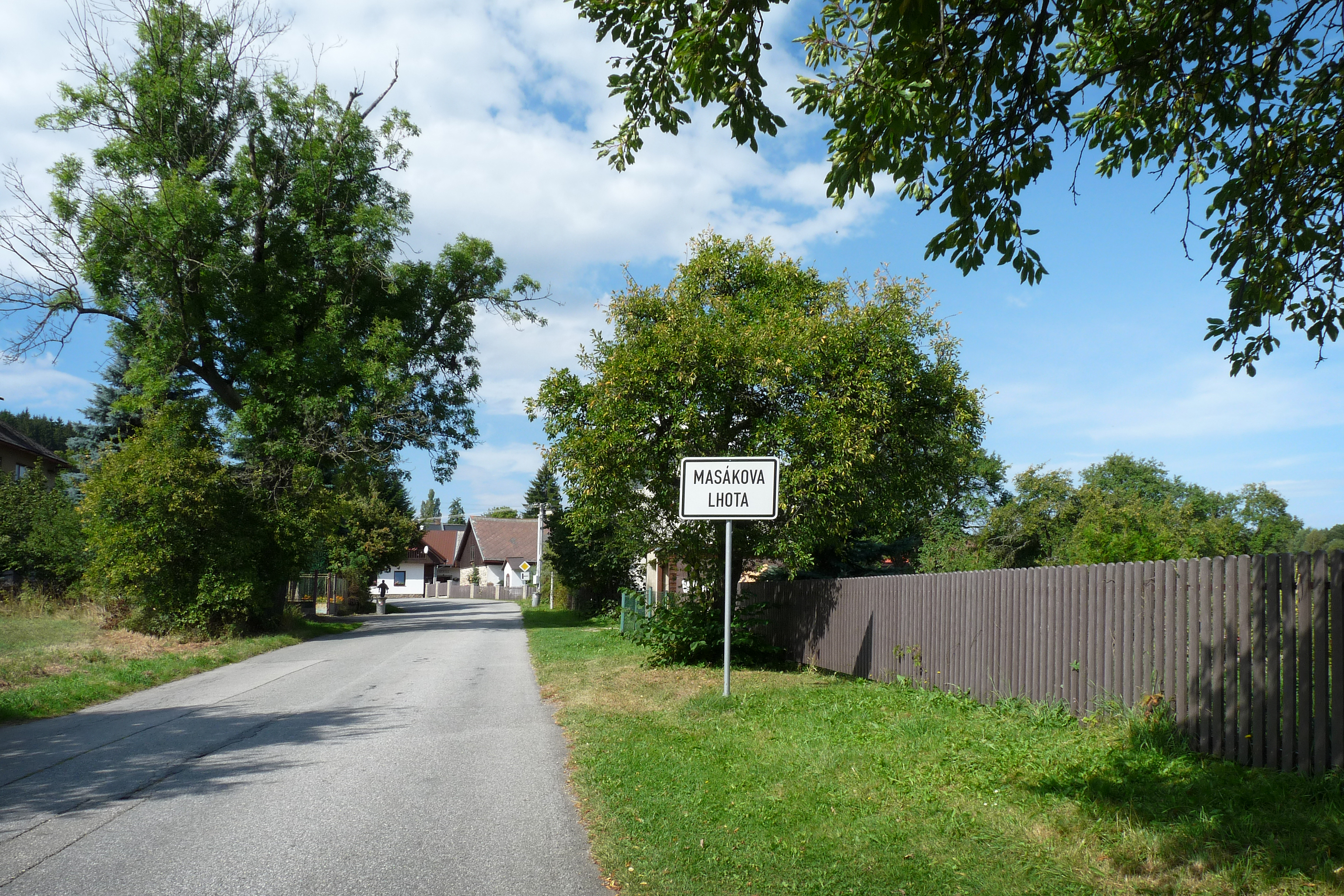
Začátek obce
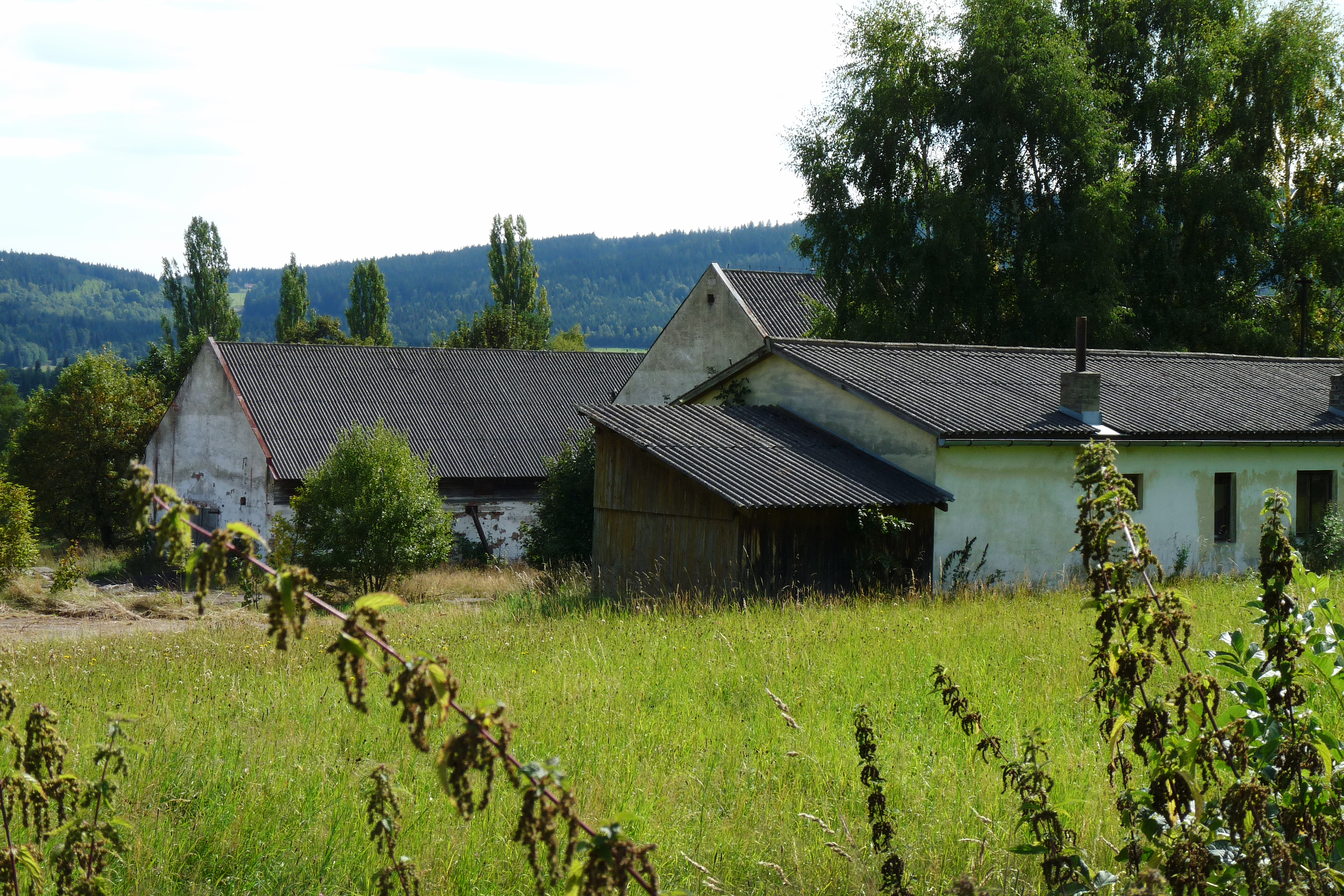
Hospodářská stavení
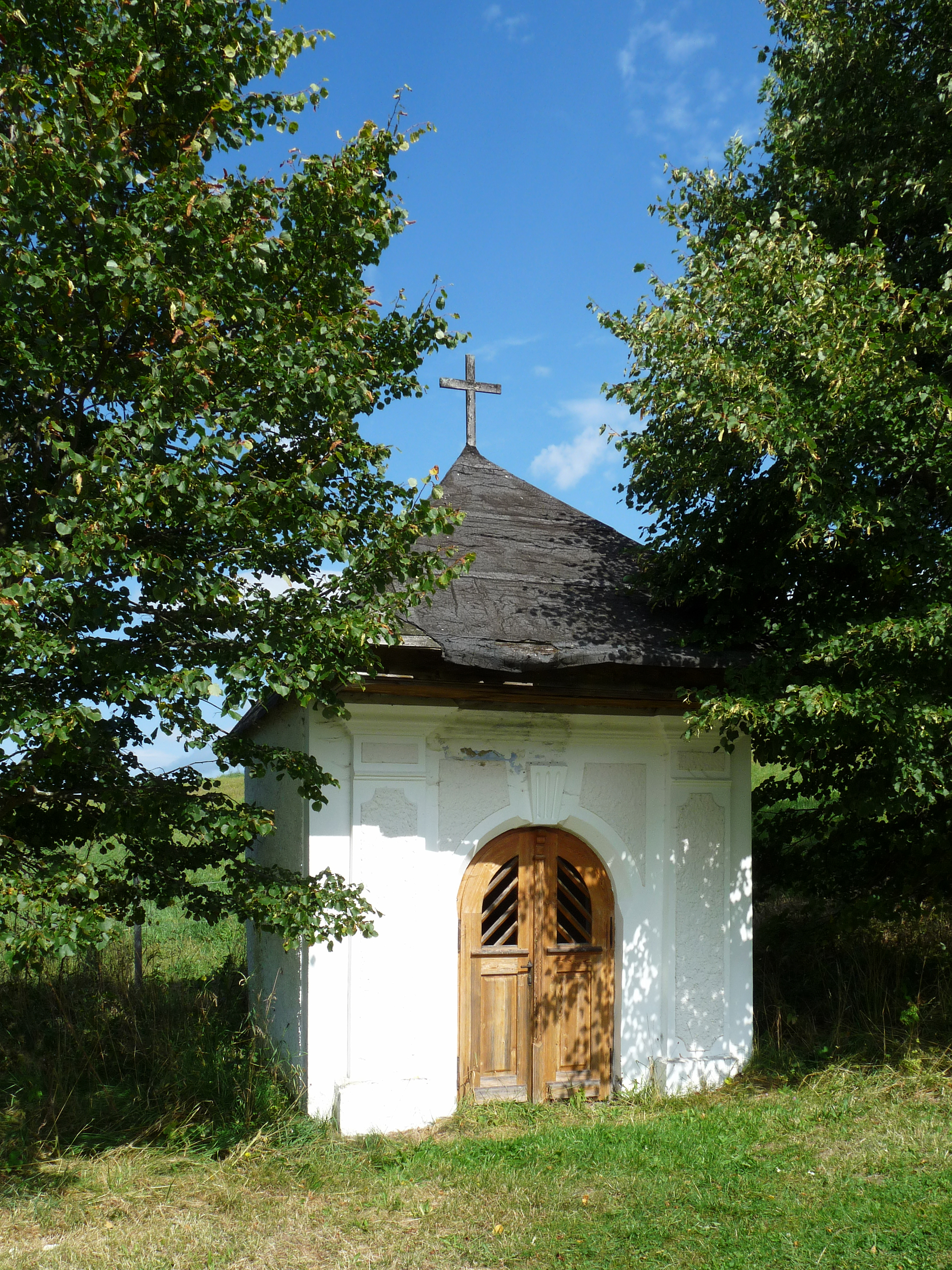
Kaplička Panny Marie
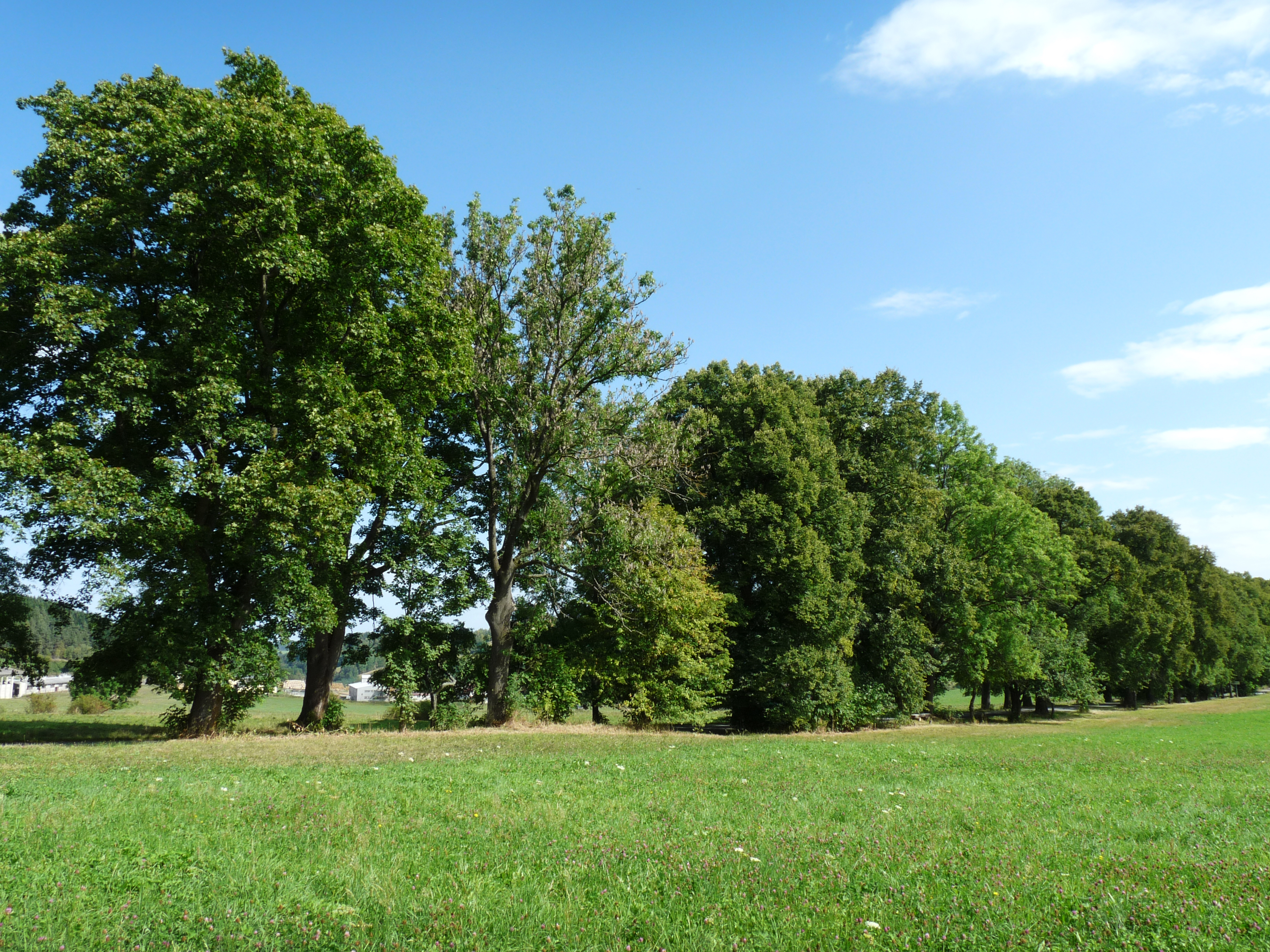
Památná alej